# 貝阿拉納納
貝阿拉納納是馬達加斯加的城鎮，由索非亞區負責管轄，位於該國北部，海拔高度1,073米，從事農業、服務業、畜牧業和工業的人口分別佔92%、6%、1%和1%，主要農產品有稻米、甘蔗、玉米和洋蔥，2001年人口約14,000。
14°33′S 48°44′E / 14.550°S 48.733°E